# Герсилия
Герси́лия — одна из тридцати похищенных римлянами сабинянок.

## Мифы
Согласно некоторым указаниям, её отцом был царь сабинян Тит Татий, однако это не является распространенной версией.
Позднее Герсилия отождествлялась с Горой, женой Квирина.

### Жена Ромула
Была единственной замужней женщиной среди похищенных. Похищенные женщины стали жёнами римлян и родили им детей, причём Герсилия стала женой Ромула и, по одной из версий, родила ему дочь Приму и сына Авилия.
В произошедшей после этого битве между римлянами с сабинами Герсилия была среди сабинянок, которые отчаянно бросились между сражающимися и уговорили их во имя малолетних младенцев остановить кровопролитие.
Согласно легенде, после смерти Ромула, во время посещения его могилы, с неба спустилась звезда и зажгла волосы Герсилии, в результате чего она поднялась звездой.

### Жена Гостия Гостилия

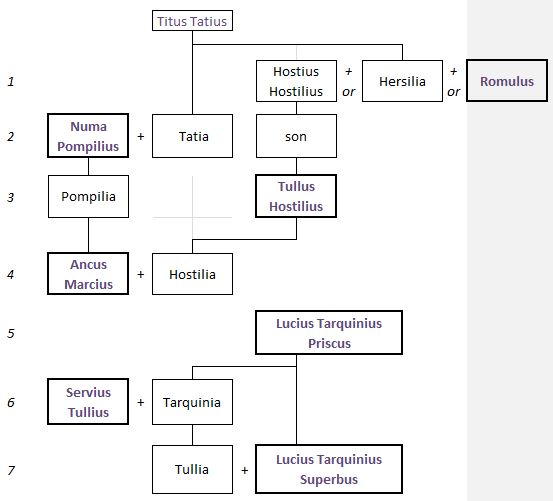
Родственные взаимосвязи между римскими царями не были прямыми, наследование шло сложными путями, обычно за счет женитьбы на царской дочери или внучке

По другим указаниям, её мужем стал Гостий Гостилий — один из немногих погибших в Сабинской войне. Их внук  Тулл Гостилий стал третьим римским царем (после Нумы Помпилия, женатого на другой дочери Тита Татия).

## Память
В честь Герсилии был назван один из астероидов, открытый в 1879 году.
Фигурирует в «Этаже наследия» — списке из 999 имён мифических и исторических выдающихся женщин в западной цивилизации.